# Stanley Williams (Straftäter)
Stanley „Tookie“ Williams III (* 29. Dezember 1953 in New Orleans, Louisiana; † 13. Dezember 2005 im San Quentin State Prison, Kalifornien) war ein wegen vierfachen Mordes zum Tode verurteilter US-amerikanischer Bodybuilder und Mitbegründer der Jugendbande Crips. In seiner Haftzeit verfasste er Kinderbücher und Bücher gegen Rassismus, Gangs, Drogen und Gewalt, wofür er mehrfach für den Friedensnobelpreis vorgeschlagen wurde. Mehrere Habeas-Corpus-Petitionen auf Landes- und Bundesebene wurden jedoch zuletzt am 11. Oktober 2005 vom Obersten Gerichtshof der Vereinigten Staaten abgewiesen. Nach einem weiteren fruchtlosen Gnadengesuch wurde die Todesstrafe vollzogen.

## Leben
Tookie Williams wuchs in Kalifornien auf und wurde 1971 von Raymond Washington, ihrem Gründer, in die Crips-Gang in Los Angeles rekrutiert.
Williams war ein fanatischer Bodybuilder. Er führte aufgrund seines Charismas, seines muskulösen Erscheinungsbildes und seiner Zielstrebigkeit in Bandenkonflikten zeitweise Teile der Crips an, insbesondere nachdem Raymond Washington inhaftiert worden war. Beruflich war er als Aufseher in einem Jugendheim beschäftigt. Ende der 1970er Jahre war er sehr populär, doch verlor er aufgrund von psychoaktiven Substanzen, die er regelmäßig konsumierte, die Kontrolle über sein Leben.
1981 wurde er wegen vier Morden, die er 1979 bei zwei Überfällen begangen hatte, von einem US-amerikanischen Gericht zum Tode verurteilt. Seit seiner Verurteilung war er im San Quentin State Prison inhaftiert. Ursprünglich verweigerte Williams jegliche Zusammenarbeit mit den Behörden – insbesondere was die Crips anging – und war an mehreren Ausbruchversuchen und Übergriffen gegen Sicherheitsbeamte und andere Insassen beteiligt. Erst gegen 1993 änderte er sein Verhalten und begann mit dem Verfassen von Büchern gegen Gangs, Gewalt, Drogen und Rassismus sowie von Kinderbüchern. Williams bestritt bis zu seiner Hinrichtung vehement, die ihm vorgeworfenen Morde begangen zu haben, für die Gründung der Crips hat er sich öffentlich entschuldigt. 
Laut Gerichtsurteil hat Williams während eines Überfalles auf ein Geschäft im Jahr 1979 den Angestellten Albert Owens getötet. Zeugenaussagen zufolge zwang er ihn, sich auf den Bauch zu legen, und schoss ihm dann in den Rücken. Zudem wurde ihm die Tötung des Ehepaares Yen-Yi Yang und Tsai-Shai Yang sowie deren Tochter Yee-Chen Lin zur Last gelegt, die im selben Jahr während eines Raubüberfalles auf ihr Motel in Los Angeles durch Schüsse aus einer Waffe starben, die Williams gehörte. Laut Zeugenaussagen brüstete sich Williams mehrfach mit diesen Morden. Im Falle Owens soll er behauptet haben, einen Zeugen des Überfalles beseitigt zu haben („didn’t want to leave any witnesses“). Zudem bezeichnete er die Opfer des zweiten Überfalls in Gesprächen mit Freunden angeblich als Buddha-heads.
Der United States Court of Appeals for the Ninth Circuit wies 1994 ein Rechtsmittel von Stanley Williams zurück, erklärte jedoch, dass sein Schuldspruch durch „Indizienbeweise und Aussagen von Zeugen zustande gekommen war, deren Hintergrund zweifelhaft war und die motiviert waren zu lügen, um so bei der Staatsanwaltschaft entweder im Hinblick auf den Schuldspruch oder das Strafmaß eine Reduzierung zu erwirken“. Das Verfahren gegen Stanley Williams fand in einem Gerichtsbezirk statt, in dem nur ein Prozent der zur Verfügung stehenden Geschworenen schwarzer Hautfarbe sind.
Williams’ Anwälte reichten zuletzt bei Arnold Schwarzenegger, dem damaligen Gouverneur von Kalifornien, ein Gnadengesuch ein. Für eine Begnadigung, also eine Umwandlung der Todes- in eine lebenslange Haftstrafe, setzten sich Snoop Dogg, der selbst Mitglied der Crips ist, Jesse Jackson, Desmond Tutu, Laurence Fishburne, Danny Glover, Anjelica Huston, Tim Robbins, Susan Sarandon, Jamie Foxx und Faris Al-Sultan ein.
Nachdem Schwarzenegger mit den Anwälten des Verurteilten ein Gespräch geführt hatte, lehnte er das Gnadengesuch am 12. Dezember 2005 mit der Begründung ab, Williams habe nach seiner Verhaftung einen gewaltsamen Ausbruch vorbereitet, bei dem er zusammen mit einem Mitgefangenen einen Gefangenenbus habe sprengen und die Wachbediensteten habe töten wollen. Es gebe detaillierte Fluchtpläne in Williams’ Handschrift. Zwar habe Williams den Plan nie ausgeführt, jedoch stehe sein Vorhaben, mehrere Bedienstete zu ermorden, um seine Flucht aus dem Gefängnis zu ermöglichen, während er auf seinen Mordprozess wartete, nicht im Einklang mit seiner vorgeblichen Unschuld. Es sei nicht notwendig, die unzähligen Erkenntnisse der Gerichte über einen Zeitraum von 24 Jahren zu hinterfragen. Auch könne es ohne Entschuldigung und Sühne für die sinnlosen und brutalen Morde keine Begnadigung (redemption) geben. Die verfassungsmäßige Befugnis des Gouverneurs, Gnade zu gewähren, müsse mit der verfassungsmäßigen Pflicht des Gouverneurs in Einklang gebracht werden, die Einhaltung der Gesetze zu gewährleisten. Auch im Hinblick auf das abgelehnte Gnadengesuch des zum Tode verurteilten Mörders Donald Beardslee führte Schwarzenegger nach seiner Entscheidung an, „es sei der schwerste Tag seines Lebens gewesen, als er über die Begnadigungen zu befinden hatte.“
Williams wurde am 13. Dezember 2005 um 00:35 Uhr Ortszeit (09:35 MEZ) mit der Giftspritze hingerichtet. Als Henkersmahlzeit hatte er sich nur ein Glas Milch gewünscht.
Seinem letzten Wunsch entsprechend wurde seine Asche durch seine Anwältin in einem Park in Soweto, Südafrika, verstreut.

### Reaktionen
Aufgrund der Hinrichtung entbrannte in Graz, Schwarzeneggers Heimatstadt, eine Diskussion. SPÖ, Grüne und KPÖ forderten die Umbenennung des damaligen Arnold-Schwarzenegger-Stadions. Dies war nicht die erste Diskussion wegen einer Umbenennung, dieser kam jedoch Schwarzenegger zuvor, indem er der Stadt das Recht, seinen Namen zu Werbezwecken für Graz zu verwenden, entzog. Somit musste Graz seinen Namen vom Stadion entfernen. Seit dem 27. April 2016 heißt das Grazer Fußballstadion Merkur Arena.

## Film
Williams’ Leben wurde 2002 in dem Film Redemption – Früchte des Zorns (Original: Redemption: The Stan Tookie Williams Story) mit Jamie Foxx verfilmt.

## Privates
Stanley Williams war Vater von zwei Söhnen, von denen einer zu einer Haftstrafe von 16 Jahren wegen Totschlags verurteilt wurde.unbelegt Sohn Travon hatte vergeblich das Testament angefochten.

## Werke
- Stanley Tookie Williams, Barbara Cottman Becnel: Life in Prison, SeaStar Books, 02/2001, ISBN 1-58717-094-9
- Stanley Williams: Redemption: From Original Gangster to Nobel Prize Nominee - The Extraordinary Life Story of Stanley Tookie Williams, Milo Books, 30. November 2004, ISBN 1-903854-34-2
- Stanley Tookie Williams, Barbara C. Becnel: Gangs and Weapons (Tookie Speaks Out Against Gang Violence), Powerkids Press, Januar 2003, ISBN 0-8239-2342-8
- Stanley Tookie Williams, Barbara C. Becnel: Gangs and Drugs (Tookie Speaks Out Against Gang Violence), 1997, ISBN 1-56838-135-2
- Stanley Tookie Williams, Barbara C. Becnel: Gangs and Self-Esteem (Tookie Speaks Out Against Gang Violence), 1999, ISBN 0-613-02690-X
- Stanley Tookie Williams, Barbara C. Becnel: Gangs and the Abuse of Power (Tookie Speaks Out Against Gang Violence), 1997, ISBN 1-56838-130-1
- Stanley Tookie Williams, Barbara C. Becnel: Gangs and Violence (Tookie Speaks Out Against Gangs.), 1997, ISBN 0-8239-2345-2
- Stanley Tookie Williams, Barbara C. Becnel: Gangs and Wanting to Belong (Tookie Speaks Out Against Gang Violence.), 1997, ISBN 1-56838-131-X
- Stanley Tookie Williams, Barbara C. Becnel: Gangs and Your Friends (Tookie Speaks Out Against Gangs.), 1997, ISBN 1-56838-136-0
- Stanley Tookie Williams, Barbara C. Becnel: Gangs and Your Neighborhood (Tookie Speaks Out Against Gang Violence.), 1997, ISBN 1-56838-137-9
- Stanley Tookie Williams: Blue Rage, Black Redemption: A Memoir, Damamli Pub Co, 30. März 2005, ISBN 0-9753584-0-5